# Кочубеевский район
Кочубе́евский райо́н — территориальная единица в Ставропольском крае России. В границах района образован Кочубеевский муниципальный округ.
Административный центр — село Кочубеевское.

## География
Район расположен в западной части Ставропольского края, граничит с Карачаево-Черкесской Республикой, Краснодарским краем, Шпаковским, Андроповским районами и городским округом город Невинномысск Ставропольского края.

## История
В 1924 году был образован Невинномысский район (с 1924 по 1930 год входил в состав Армавирского округа Северо-Кавказского края).
10 июля 1931 года Постановлением Президиума ВЦИК был упразднён Баталпашинский район. При этом Балахоновский хутор из Баталпашинского сельсовета был отнесён к Невинномысскому району.
В 1934 году Северо-Кавказский край был разделён на Азово-Черноморский край (с центром в городе Ростове-на-Дону) и Северо-Кавказский край (с центром в городе Пятигорске). В состав последнего вошли 17 районов бывших Ставропольского и Терского округов, включая Невинномысский район.
В 1935 году образован Либкнехтовский район центром в селе Ольгинском.
21 января 1943 года Либкнехтовский район освобождён от немецко-фашистских захватчиков.
2 ноября 1956 года Либкнехтовский район был упразднён с передачей его территории в состав Невинномысского района.
14 августа 1959 года Невинномысский район был переименован в Кочубеевский (в честь Ивана Антоновича Кочубея — красного командира периода Гражданской войны), а центр района перенесён из города Невинномысска в село Ольгинское (с 1961 года — Кочубеевское).
1 февраля 1963 года были образованы вместо существующих 15 сельских районов: Александровский, Апанасенковский, Благодарненский, Воронцово-Александровский, Георгиевский, Изобильненский, Ипатовский, Кочубеевский, Красногвардейский, Курский, Левокумский, Минераловодский, Петровский, Прикумский и Шпаковский.
12 января 1965 года Президиум Верховного Совета РСФСР постановил:
Арзгирский, Александровский, Апанасенковский, Благодарненский, Георгиевский район, Изобильненский, Ипатовский, Кочубеевский, Красногвардейский, Курский район, Левокумский, Минераловодский, Новоалександровский район, Петровский район, Прикумский, Советский и Шпаковский сельские районы преобразовать в районы.
Постановлением главы администрации Ставропольского края от 11 января 1995 года № 8 в Кочубеевском районе образован Мищенский сельсовет (с центром в хуторе Мищенский), в состав которого вошли выделенные из Вревского сельсовета этого же района село Цветное, хутора Мищенский и Степной.
Законом Ставропольского края от 22 марта 1997 года в районе образован Васильевский сельсовет (с центром в хуторе Васильевский), в который вошли выделенные из Казьминского сельсовета этого же района хутора Васильевский, Андреевский и Беловский.
16 марта 2020 года все муниципальные образования Кочубеевского района объединены в Кочубеевский муниципальный округ.

## Население
| 1931    | 1959    | 1970    | 1979    | 1989    | 1990    | 1991    | 1992    | 1993    | 1994    | 1995    | 1996    |
| ------- | ------- | ------- | ------- | ------- | ------- | ------- | ------- | ------- | ------- | ------- | ------- |
| 98 744  | ↘61 397 | ↗84 870 | ↘62 876 | ↗69 502 | ↗70 395 | ↗72 032 | ↗73 370 | ↗76 007 | ↗77 644 | ↗78 882 | ↗80 002 |
| 1997    | 1998    | 1999    | 2000    | 2001    | 2002    | 2003    | 2004    | 2005    | 2006    | 2007    | 2008    |
| ↗80 439 | ↗81 023 | ↗81 442 | ↗81 756 | ↗82 103 | ↘81 609 | ↘81 371 | ↘80 182 | ↘79 552 | ↘78 795 | ↘77 920 | ↘77 025 |
| 2009    | 2010    | 2011    | 2012    | 2013    | 2014    | 2015    | 2016    | 2017    | 2018    | 2019    | 2020    |
| ↘76 964 | ↗79 557 | ↘79 451 | ↘78 592 | ↘78 293 | ↘77 527 | ↘77 096 | ↗77 240 | ↘76 978 | ↘76 362 | ↘75 526 | ↘74 628 |
| 2021    | 2023    | 2024    | 2025    |         |         |         |         |         |         |         |         |
| ↗78 555 | ↘78 120 | ↘77 707 | ↘77 577 |         |         |         |         |         |         |         |         |

### Гендерный состав
По итогам переписи населения 2010 года проживали 39 751 мужчина (49,97 %) и 39 806 женщин (50,03 %).

### Национальный состав
По итогам переписи населения 2010 года проживали следующие национальности (национальности менее 1 %, см. в сноске к строке «Другие»):
| Национальность | Численность | Процент |
| -------------- | ----------- | ------- |
| Русские        | 66 990      | 84,20   |
| Армяне         | 2282        | 2,87    |
| Цыгане         | 2148        | 2,70    |
| Украинцы       | 1166        | 1,47    |
| Другие         | 6971        | 8,76    |
| Итого          | 79 557      | 100,00  |

По итогам переписи населения 2020 года проживали следующие национальности (национальности менее 1 % и другое, см. в сноске к строке «Другие»):
| Национальность | Численность, чел. | Доля     |
| -------------- | ----------------- | -------- |
| Русские        | 67 981            | 86,54 %  |
| Цыгане         | 2284              | 2,91 %   |
| Армяне         | 2062              | 2,62 %   |
| Другие         | 6228              | 7,93 %   |
| Итого          | 78 555            | 100,00 % |

## Муниципально-территориальное устройство до 2020 года
C 2004 до марта 2020 года в Кочубеевский муниципальный район входило 15 сельских поселений:
| №  | Сельское поселение         | Административный центр | Количество населённых пунктов | Население (чел.) | Площадь (км²) |
| -- | -------------------------- | ---------------------- | ----------------------------- | ---------------- | ------------- |
| 1  | Балахоновский сельсовет    | село Балахоновское     | 4                             | ↘5004            | 174,79        |
| 2  | Барсуковский сельсовет     | станица Барсуковская   | 2                             | ↘4873            | 160,97        |
| 3  | станица Беломечётская      | станица Беломечётская  | 1                             | ↘2206            | 162,84        |
| 4  | Васильевский сельсовет     | хутор Васильевский     | 3                             | ↘1443            | 78,87         |
| 5  | Вревский сельсовет         | село Вревское          | 3                             | ↘1390            | 86,44         |
| 6  | Георгиевский сельсовет     | станица Георгиевская   | 5                             | ↘1790            | 256,88        |
| 7  | Заветненский сельсовет     | село Заветное          | 2                             | ↘3804            | 106,11        |
| 8  | Ивановский сельсовет       | село Ивановское        | 6                             | ↘10 672          | 164,18        |
| 9  | Казьминский сельсовет      | село Казьминское       | 2                             | ↘5633            | 165,93        |
| 10 | село Кочубеевское          | село Кочубеевское      | 1                             | ↘25 043          | 141,96        |
| 11 | Мищенский сельсовет        | хутор Мищенский        | 3                             | ↘1405            | 64,70         |
| 12 | Надзорненский сельсовет    | село Надзорное         | 2                             | ↘2346            | 142,30        |
| 13 | Новодеревенский сельсовет  | село Новая Деревня     | 10                            | ↘5658            | 87,75         |
| 14 | Стародворцовский сельсовет | хутор Стародворцовский | 4                             | ↘1835            | 296,80        |
| 15 | Усть-Невинский сельсовет   | хутор Усть-Невинский   | 3                             | ↘1296            | 122,65        |

## Населённые пункты
Распределение населения района:
 Кочубеевское (34,35 %) Ивановское  (10,77 %) Казьминское (7,00 %) Барсуковская (5,86 %) Балахоновское (5,58 %) Остальные (36,44 %)
В состав территории района и соответствующего муниципального округа входит 51 населённый пункт.
| №  | Населённый пункт   | Тип     | Население | Муниципальное образование  |
| -- | ------------------ | ------- | --------- | -------------------------- |
| 1  | Андреевский        | хутор   | ↘400      | Васильевский сельсовет     |
| 2  | Балахоновское      | село    | ↘4326     | Балахоновский сельсовет    |
| 3  | Барсуковская       | станица | ↘4549     | Барсуковский сельсовет     |
| 4  | Барсуковский       | хутор   | ↘300      | Стародворцовский сельсовет |
| 5  | Беловский          | хутор   | ↘400      | Васильевский сельсовет     |
| 6  | Беломечётская      | станица | ↗2246     | станица Беломечётская      |
| 7  | Васильевский       | хутор   | ↗700      | Васильевский сельсовет     |
| 8  | Весёлое            | село    | ↗1327     | Ивановский сельсовет       |
| 9  | Воронежское        | село    | ↘1088     | Ивановский сельсовет       |
| 10 | Воротниковский     | хутор   | ↘89       | Новодеревенский сельсовет  |
| 11 | Вревское           | село    | ↗1047     | Вревский сельсовет         |
| 12 | Галицино           | село    | ↘300      | Балахоновский сельсовет    |
| 13 | Георгиевская       | станица | ↘1157     | Георгиевский сельсовет     |
| 14 | Дворцовское        | село    | ↗600      | Стародворцовский сельсовет |
| 15 | Дегтярёвский       | хутор   | ↘500      | Новодеревенский сельсовет  |
| 16 | Екатериновский     | хутор   | ↘24       | Заветненский сельсовет     |
| 17 | Заветное           | село    | ↘3751     | Заветненский сельсовет     |
| 18 | Ивановское         | село    | ↗8354     | Ивановский сельсовет       |
| 19 | Казьминское        | село    | ↘5430     | Казьминский сельсовет      |
| 20 | Калиновский        | хутор   | ↘300      | Ивановский сельсовет       |
| 21 | Карамурзинский     | аул     | ↘600      | Балахоновский сельсовет    |
| 22 | Кочубеевское       | село    | ↗26 645   | село Кочубеевское          |
| 23 | Маковский          | хутор   | ↗200      | Новодеревенский сельсовет  |
| 24 | Мищенский          | хутор   | ↗1016     | Мищенский сельсовет        |
| 25 | Надзорное          | село    | ↗1251     | Надзорненский сельсовет    |
| 26 | Новая Деревня      | село    | ↘2036     | Новодеревенский сельсовет  |
| 27 | Новоекатериновская | станица | ↗500      | Стародворцовский сельсовет |
| 28 | Новозеленчукский   | хутор   | ↘700      | Новодеревенский сельсовет  |
| 29 | Новокубанский      | хутор   | →0        | Новодеревенский сельсовет  |
| 30 | Новородниковский   | хутор   | ↗200      | Новодеревенский сельсовет  |
| 31 | Первоказьминский   | хутор   | ↘200      | Вревский сельсовет         |
| 32 | Петровский         | хутор   | ↘400      | Ивановский сельсовет       |
| 33 | Привольный         | хутор   | ↗200      | Георгиевский сельсовет     |
| 34 | Прогресс           | хутор   | ↗1059     | Новодеревенский сельсовет  |
| 35 | Рабочий            | посёлок | →700      | Новодеревенский сельсовет  |
| 36 | Раздольный         | хутор   | ↗300      | Георгиевский сельсовет     |
| 37 | Родниковский       | хутор   | ↘500      | Усть-Невинский сельсовет   |
| 38 | Рощинский          | хутор   | ↘300      | Георгиевский сельсовет     |
| 39 | Саратовский        | хутор   | ↘300      | Казьминский сельсовет      |
| 40 | Свистуха           | посёлок | ↗300      | Барсуковский сельсовет     |
| 41 | Сотникова          | хутор   | ↘200      | Усть-Невинский сельсовет   |
| 42 | Стародворцовский   | хутор   | ↘600      | Стародворцовский сельсовет |
| 43 | Степной            | хутор   | ↘200      | Мищенский сельсовет        |
| 44 | Сунженская         | станица | ↘72       | Георгиевский сельсовет     |
| 45 | Тоннельный         | посёлок | ↘1046     | Надзорненский сельсовет    |
| 46 | Ураковский         | хутор   | ↘94       | Балахоновский сельсовет    |
| 47 | Усть-Невинский     | хутор   | ↘700      | Усть-Невинский сельсовет   |
| 48 | Харьковский        | хутор   | ↗500      | Новодеревенский сельсовет  |
| 49 | Херсонский         | хутор   | ↘200      | Вревский сельсовет         |
| 50 | Цветное            | село    | ↘100      | Мищенский сельсовет        |
| 51 | Черкасский         | хутор   | ↗200      | Ивановский сельсовет       |

Упразднённые населённые пункты
- Лофицкий — хутор в составе Стародворцовского сельсовета. Постановлением главы администрации Ставропольского края от 27 сентября 1995 года № 526 исключён из учётных данных в связи с переселением жителей в другие населённые пункты[17].

## Органы власти
Главы района 
- Елфинова Людмила Вячеславовна. Дата назначения: 29.01.2009 г. Срок полномочий: до истечения срока полномочий главы муниципального образования Новодеревенский сельсовет[47]

Главы Администрации
- Клевцов Алексей Павлович. Дата назначения: 20 октября 2008 г. Срок полномочий: четыре года[47]

## Экономика
На территории района действуют две гидроэлектростанции: Свистухинская (55,9 млн кВт·ч/год) и Кубанская ГЭС-4 (181,5 млн кВт·ч/год)
На территории района расположено 23 предприятия сельскохозяйственного производства и 834 крестьянских (фермерских) хозяйств. Предприятия сельского хозяйства занимаются производством продукции растениеводства, животноводства, птицеводства и рыбоводства. Основные выращиваемые культуры — озимая пшеница, кукуруза на семена и зерно, на втором месте — производство технических культур, в том числе сахарной свёклы. В районе развито молочное производство, свиноводство, овцеводство, птицеводство. В районе имеется 65 предприятий промышленности, 12 предприятий строительства, 494 предприятия торговли (из которых 415 — частные предприниматели), 65 предприятий общественного питания, 10 предприятий (юридических лиц) бытового обслуживания и 202 предпринимателя этой сферы, 2 предприятия связи, 6 коммунальных услуг.

## Транспорт
- ООО «Пассажир-Авто» — перевозки пассажиров и багажа транспортом общего пользования[48]

## Люди, связанные с районом
Уроженцами района являются военачальники, герои Гражданской войны Я. Ф. Балахонов и И. А. Кочубей; Герой Советского Союза К. Я. Лаптев, советский военачальник, гвардии генерал-майор В. С. Потапенко.
Звания Героя Социалистического Труда удостоены: А. А. Богданова-Тороп, Г. З. Жиляев, И. Н. Малашенко, И. М. Нагорный, Н. И. Шепелев, М. И. Шикунов, А. А. Шумский.
Звание Героя Российской Федерации присвоено (посмертно) В. Н. Чепракову.